# 夏伯阳
瓦西里·伊万诺维奇·恰巴耶夫（俄語：Васи́лий Ива́нович Чапа́ев，1887年2月9日—1919年9月5日），中文又译夏伯阳，俄国内战时期红军指挥员。

## 生平
夏伯阳出生在今日俄罗斯楚瓦什共和国切博克萨雷布代卡村的一个贫苦农家中。第一次世界大战期间，夏伯阳以下士官的身份参战，先后三次获得圣乔治十字勋章。1917年9月，夏伯阳参加了俄国社会民主工党（布尔什维克）。同年12月被第138步兵师的战士们选成司令员。后来又成为第二尼古拉夫耶夫射击师（今俄罗斯第三海军步兵团的前身）和第二十五来复枪师的指挥官。
1919年俄国内战爆发后，夏伯阳在伏龙芝的指挥下，在东线多次击退高尔察克的白军，有英雄恰巴耶夫之称。1919年9月5日，师部在利比时申斯克（Лбищенск，今哈萨克斯坦西哈萨克斯坦州恰巴耶夫）附近遭到白军的伏击。夏伯阳试图泅渡乌拉尔河脱险，但从此失踪。受伤的他被白军击中，在乌拉尔河溺水身亡。他的遗体未被发现，但这个小镇改用他的名字命名以纪念他。该镇在1927年建立了一个关于夏伯阳的博物馆。

## 相关文化

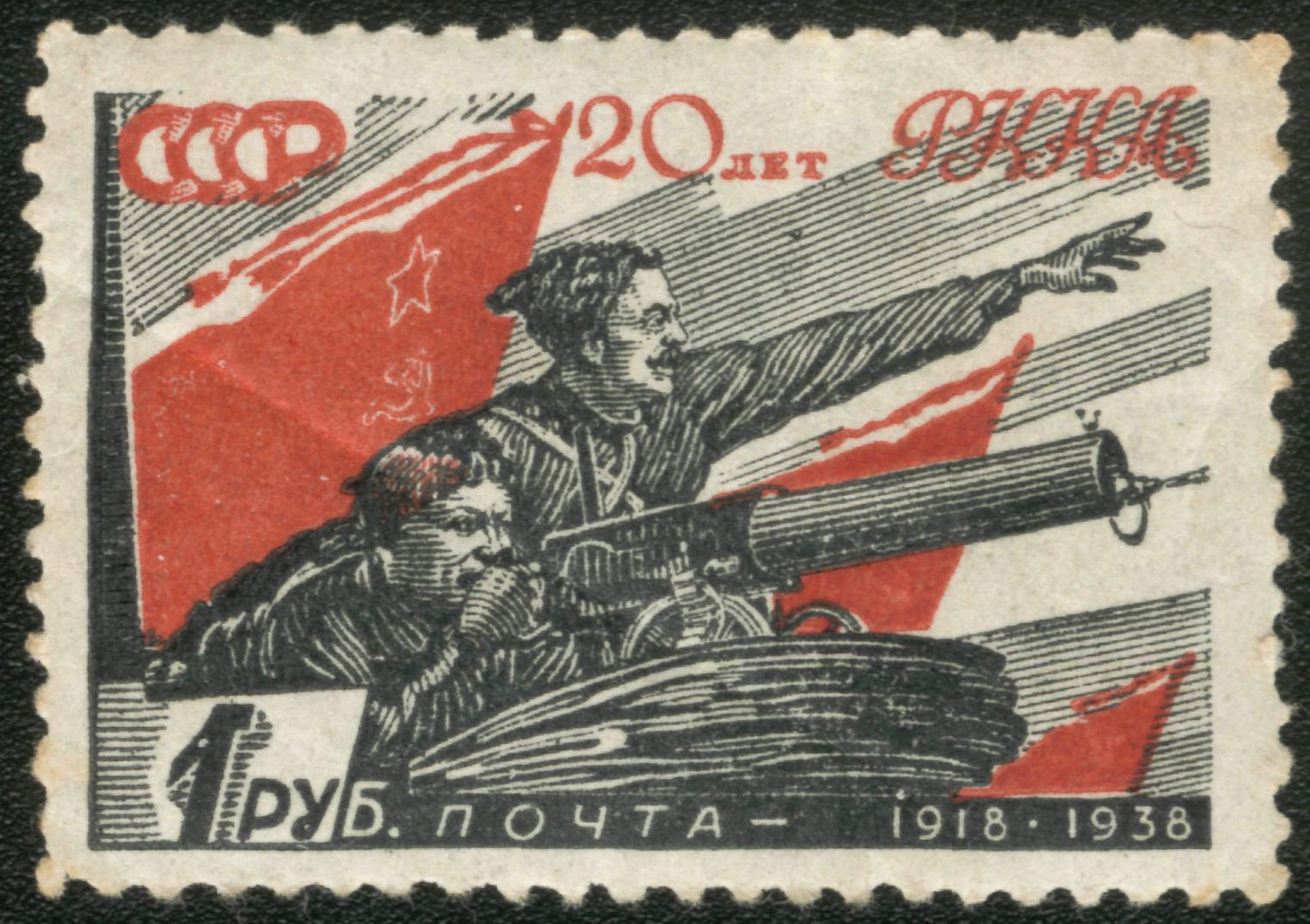
1938年苏联庆祝红军建军20周年的邮票，画面中的人物是夏伯阳

1922年苏联成立之后，夏伯阳被文宣部门宣传为一个在俄国内战中永垂不朽的英雄形象。1923年，夏伯阳的政委德米特里·安德烈耶维奇·富尔马诺夫出版了小说《夏伯阳》在苏联流行。1934年，导演瓦西里耶夫兄弟将该小说改编成电影《夏伯阳》。此电影在苏联颇受欢迎，后来夏伯阳衍伸出许多版本的政治笑话。1996年，俄罗斯作家维克托·佩列温写了流行长篇小说《夏伯阳与虚空》，夏伯阳为小说的核心人物。
1998年11月，由S.K.I.F.研发、布卡娱乐（今1C公司）推出的俄罗斯冒险游戏红色同志拯救银河，将主人公设定为瓦西里·伊凡诺维奇·恰巴耶夫，就是受到夏伯阳的灵感而发的。
苏联的夏伯阳级巡洋舰是以他名字命名的。